# Natação no Campeonato Mundial de Esportes Aquáticos de 2024 - 100 m costas masculino

A prova dos 100 metros costas masculino da natação no Campeonato Mundial de Esportes Aquáticos de 2024 foi realizada nos dias 12 e 13 de fevereiro de 2024 em Doha, no Catar.

## Formato da competição
A competição consiste em três rodadas: eliminatórias, semifinais e final. Os nadadores com os 16 melhores tempos nas baterias preliminares avançam as semifinais. Já os nadadores com os 8 melhores tempos nas semifinais avançam a final. Desempates (swim-offs) são utilizados conforme necessário para quebrar os empates de avanço a próxima rodada.

## Cronograma
Todos os horários estão na hora local (UTC+3).
| Data            | Hora  | Evento        |
| --------------- | ----- | ------------- |
| 12 de fevereiro | 09:48 | Eliminatórias |
| 12 de fevereiro | 19:17 | Semifinais    |
| 13 de fevereiro | 19:59 | Final         |

## Recordes
Antes desta competição, os recordes mundiais e do campeonato nesta prova eram os seguintes:
| Tipo                  | Atleta        | Tempo  | Local     | Data                |
| --------------------- | ------------- | ------ | --------- | ------------------- |
|                       | Thomas Ceccon | 51s 60 | Budapeste | 20 de junho de 2022 |
| Recorde do campeonato | Thomas Ceccon | 51s 60 | Budapeste | 20 de junho de 2022 |

## Medalhistas
| Ouro                              | Prata                   | Bronze                      |
| Hunter Armstrong · Estados Unidos | Hugo González · Espanha | Apostolos Christou · Grécia |

## Resultados

### Eliminatórias
Esses foram os resultados das eliminatórias. A prova foi realizada no dia 12 de fevereiro com início às 09:48.
| Pos. | Bateria | Raia | Nadador                | Nacionalidade        | Tempo   | Notas |
| ---- | ------- | ---- | ---------------------- | -------------------- | ------- | ----- |
| 1    | 5       | 4    | Pieter Coetze          | África do Sul        | 53.32   | Q     |
| 2    | 6       | 1    | Evangelos Makrygiannis | Grécia               | 53.43   | Q     |
| 3    | 4       | 3    | Hugo González          | Espanha              | 53.61   | Q     |
| 4    | 6       | 4    | Hunter Armstrong       | Estados Unidos       | 53.66   | Q     |
| 5    | 6       | 7    | Michele Lamberti       | Itália               | 53.73   | Q     |
| 6    | 5       | 3    | Bradley Woodward       | Austrália            | 53.76   | Q     |
| 7    | 6       | 5    | Apostolos Christou     | Grécia               | 53.79   | Q     |
| 8    | 6       | 2    | Lee Ju-ho              | Coreia do Sul        | 53.81   | Q     |
| 9    | 5       | 1    | Kai van Westering      | Países Baixos        | 53.84   | Q     |
| 10   | 6       | 6    | Jack Aikins            | Estados Unidos       | 53.87   | Q     |
| 11   | 4       | 7    | Conor Ferguson         | Irlanda              | 53.95   | Q     |
| 12   | 4       | 5    | Roman Mityukov         | Suíça                | 54.10   | Q     |
| 12   | 4       | 6    | Ole Braunschweig       | Alemanha             | 54.10   | Q     |
| 14   | 5       | 5    | Miroslav Knedla        | Chéquia              | 54.20   | Q     |
| 15   | 4       | 2    | Kacper Stokowski       | Polónia              | 54.23   | Q     |
| 16   | 5       | 2    | Oleksandr Zheltiakov   | Ucrânia              | 54.24   | Q     |
| 17   | 4       | 4    | Ksawery Masiuk         | Polónia              | 54.33   |       |
| 18   | 4       | 1    | Blake Tierney          | Canadá               | 54.46   |       |
| 19   | 6       | 3    | Ádám Jászo             | Hungria              | 54.51   |       |
| 20   | 5       | 7    | Ulises Saravia         | Argentina            | 54.60   |       |
| 21   | 5       | 6    | Andrew Jeffcoat        | Nova Zelândia        | 54.63   |       |
| 22   | 6       | 8    | Osamu Kato             | Japão                | 54.70   |       |
| 23   | 4       | 8    | Luke Greenbank         | Grã-Bretanha         | 54.93   |       |
| 24   | 4       | 0    | Gabriel Lopes          | Portugal             | 55.08   |       |
| 25   | 5       | 8    | Denis-Laurean Popescu  | Roménia              | 55.33   |       |
| 26   | 3       | 3    | Kaloyan Levterov       | Bulgária             | 55.44   |       |
| 26   | 3       | 6    | Ziyad Saleem           | Sudão                | 55.44   |       |
| 26   | 6       | 0    | Bernhard Reitshammer   | Áustria              | 55.44   |       |
| 29   | 5       | 0    | Erikas Grigaitis       | Lituânia             | 55.48   |       |
| 30   | 6       | 9    | Yeziel Morales         | Porto Rico           | 55.50   |       |
| 31   | 4       | 9    | Girts Feldbergs        | Letônia              | 56.02   |       |
| 32   | 1       | 4    | Remi Fabiani           | Luxemburgo           | 56.21   |       |
| 33   | 3       | 5    | Yegor Popov            | Cazaquistão          | 56.59   |       |
| 34   | 3       | 8    | Denilson Cyprianos     | Zimbabwe             | 56.82   |       |
| 35   | 3       | 4    | Jerard Jacinto         | Filipinas            | 57.18   |       |
| 36   | 3       | 2    | Charles Hockin         | Paraguai             | 57.20   |       |
| =37  | 3       | 7    | Merdan Atayev          | Turquemenistão       | 57.21   |       |
| =37  | 5       | 9    | Farrel Tangkas         | Indonésia            | 57.21   |       |
| 39   | 2       | 5    | Anthony Piñeiro        | República Dominicana | 57.41   |       |
| 40   | 2       | 9    | Akalanka Peiris        | Sri Lanka            | 57.52   |       |
| 41   | 3       | 0    | Lau Shiu Yue           | Hong Kong            | 57.76   |       |
| 42   | 2       | 3    | Alexis Kpade           | Benim                | 58.03   |       |
| 43   | 2       | 4    | Ahmad Safie            | Líbano               | 58.32   |       |
| 44   | 2       | 6    | Dino Sirotanović       | Bósnia e Herzegovina | 58.81   |       |
| 45   | 3       | 9    | Guido Montero          | Costa Rica           | 58.88   |       |
| 46   | 2       | 2    | Erkhes Enkhtur         | Mongólia             | 58.89   |       |
| 47   | 1       | 5    | Samiul Rafi            | Bangladesh           | 58.95   |       |
| 48   | 3       | 1    | Yazan Al-Bawwab        | Palestina            | 59.31   |       |
| 49   | 2       | 8    | Zackary Gresham        | Granada              | 59.81   |       |
| 50   | 2       | 1    | Zeke Chan              | Brunei               | 1:00.49 |       |
| 51   | 2       | 0    | Alan Uhi               | Tonga                | 1:01.47 |       |
| 52   | 1       | 3    | Israel Poppe           | Guam                 | 1:02.83 |       |
| 53   | 2       | 7    | Oscar Peyre            | Ruanda               | 1:03.56 |       |

### Semifinais
Esses foram os resultados das semifinais. A prova foi realizada no dia 12 de fevereiro com início às 19:17.
| Pos. | Bateria | Raia | Nadador                | Nacionalidade  | Tempo | Notas |
| ---- | ------- | ---- | ---------------------- | -------------- | ----- | ----- |
| 1    | 1       | 5    | Hunter Armstrong       | Estados Unidos | 53.04 | Q     |
| 2    | 2       | 4    | Pieter Coetze          | África do Sul  | 53.07 | Q     |
| 3    | 2       | 5    | Hugo González          | Espanha        | 53.22 | Q     |
| 4    | 2       | 6    | Apostolos Christou     | Grécia         | 53.62 | Q     |
| 5    | 1       | 7    | Roman Mityukov         | Suíça          | 53.64 | Q     |
| 6    | 1       | 4    | Evangelos Makrygiannis | Grécia         | 53.67 | Q     |
| 7    | 1       | 1    | Miroslav Knedla        | Chéquia        | 53.70 | Q     |
| 8    | 1       | 2    | Jack Aikins            | Estados Unidos | 53.72 | Q     |
| 9    | 2       | 2    | Kai van Westering      | Países Baixos  | 53.80 |       |
| 10   | 1       | 6    | Lee Ju-ho              | Coreia do Sul  | 53.82 |       |
| 11   | 2       | 1    | Ole Braunschweig       | Alemanha       | 53.89 |       |
| 11   | 2       | 3    | Michele Lamberti       | Itália         | 53.89 |       |
| 13   | 2       | 7    | Conor Ferguson         | Irlanda        | 53.90 |       |
| 14   | 2       | 8    | Kacper Stokowski       | Polónia        | 54.03 |       |
| 15   | 1       | 8    | Oleksandr Zheltiakov   | Ucrânia        | 54.05 |       |
| 16   | 1       | 3    | Bradley Woodward       | Austrália      | 54.20 |       |

### Final
A final foi realizada em 13 de fevereiro às 19:59.
| Pos.              | Raia | Nadador                | Nacionalidade  | Tempo | Notas |
| ----------------- | ---- | ---------------------- | -------------- | ----- | ----- |
| Medalha de ouro   | 4    | Hunter Armstrong       | Estados Unidos | 52.68 |       |
| Medalha de prata  | 3    | Hugo González          | Espanha        | 52.70 |       |
| Medalha de bronze | 6    | Apostolos Christou     | Grécia         | 53.36 |       |
| 4                 | 7    | Evangelos Makrygiannis | Grécia         | 53.38 |       |
| 5                 | 5    | Pieter Coetze          | África do Sul  | 53.51 |       |
| 6                 | 2    | Roman Mityukov         | Suíça          | 53.64 |       |
| 7                 | 1    | Miroslav Knedla        | Chéquia        | 53.74 |       |
| 8                 | 8    | Jack Aikins            | Estados Unidos | 54.50 |       |

Legenda
| Recorde mundial       | Recorde mundial (World record)               |                       | Recorde africano                      | Recorde africano (African) |                                           | Q | Classificado por posição (Qualified) |
| Recorde do campeonato | Recorde do campeonato (Championship record)  | Recorde da América    | Recorde da América (Americas)         | q                          | Classificado por melhor tempo (Qualified) |   |                                      |
| Melhor marca do ano   | Melhor marca do ano (World leading)          | Recorde asiático      | Recorde asiático (Asian)              | DNS                        | Não largou (Did not start)                |   |                                      |
| Recorde nacional      | Recorde nacional (National record)           | Recorde europeu       | Recorde europeu (European)            | DNF                        | Não terminou (Did not finish)             |   |                                      |
| Recorde pessoal       | Recorde pessoal do atleta (Personal best)    | Recorde da Oceania    | Recorde da Oceania (Oceania)          | DSQ / DQ                   | Desclassificado (Disqualified)            |   |                                      |
| Recorde da temporada  | Recorde da temporada do atleta (Season best) | Recorde sul-americano | Recorde sul-americano (South America) | NM                         | Sem marca (No mark)                       |   |                                      |